# Bertrand Carrère
Pour les articles homonymes, voir Carrère.
Bertrand Carrère est un homme politique et médecin français, né le 29 septembre 1880 à Sédeilhac (Haute-Garonne) et mort le 26 juillet 1957 dans sa ville natale.

## Biographie
Fils d'instituteur, il est boursier et devient médecin. En 1906, il devient conseiller municipal puis maire de son village natal ; en 1919, il entre au conseil général de Haute-Garonne comme élu du Canton de Montréjeau. Il sera continuellement réélu dans ces deux fonctions jusqu'à son décès en 1957, seulement interrompu dans son mandat de conseiller général sous le régime de Vichy qui voit ces assemblées départementales suspendues. Il milite au Parti radical-socialiste ; sous cette étiquette, il est candidat malheureux aux élections législatives de 1924.
En 1932, il entre finalement au Parlement comme sénateur radical-socialiste de Haute-Garonne. Il s'inscrit au groupe de la Gauche démocratique et siège à la commission de l'Administration générale et à la commission de l'Armée.
Le 10 juillet 1940, il vote en faveur de la remise des pleins pouvoirs au Maréchal Pétain. (suppression du Sénat et des Conseils Généraux par le régime de Vichy de 1940 à 45 sous l'occupation allemande).

## Décoration
- Officier de la Légion d'honneur en qualité de « maire de Sédeilhac, conseiller général de la Haute-Garonne » (1951)[1]
  - chevalier en 1924 (nomination le 27 décembre 1923 en qualité de « médecin major de 2ème classe »)[1]
- Croix de guerre 1914-1918[1]
- Médaille d'honneur départementale et communale, échelon or (1954)[2]

## Sources
1. 1 2 3  « Recherche - Base de données Léonore », sur www.leonore.archives-nationales.culture.gouv.fr (consulté le 9 avril 2025)
2. ↑  « BODMR n°8 du 4 mars 1954 page 298 », sur legifrance.gouv.fr (consulté le 9 avril 2025)

- « Bertrand Carrère », dans le Dictionnaire des parlementaires français (1889-1940), sous la direction de Jean Jolly, PUF, 1960 [détail de l’édition]